# Pieśni niewolnika (Čech)

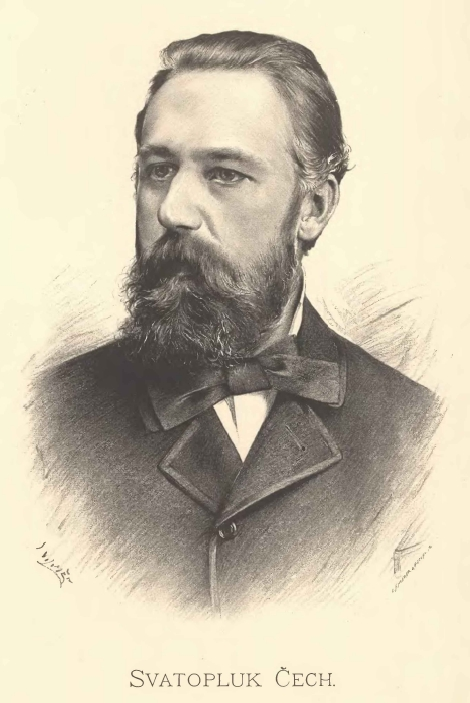
Jan Vilímek, Svatopluk Čech

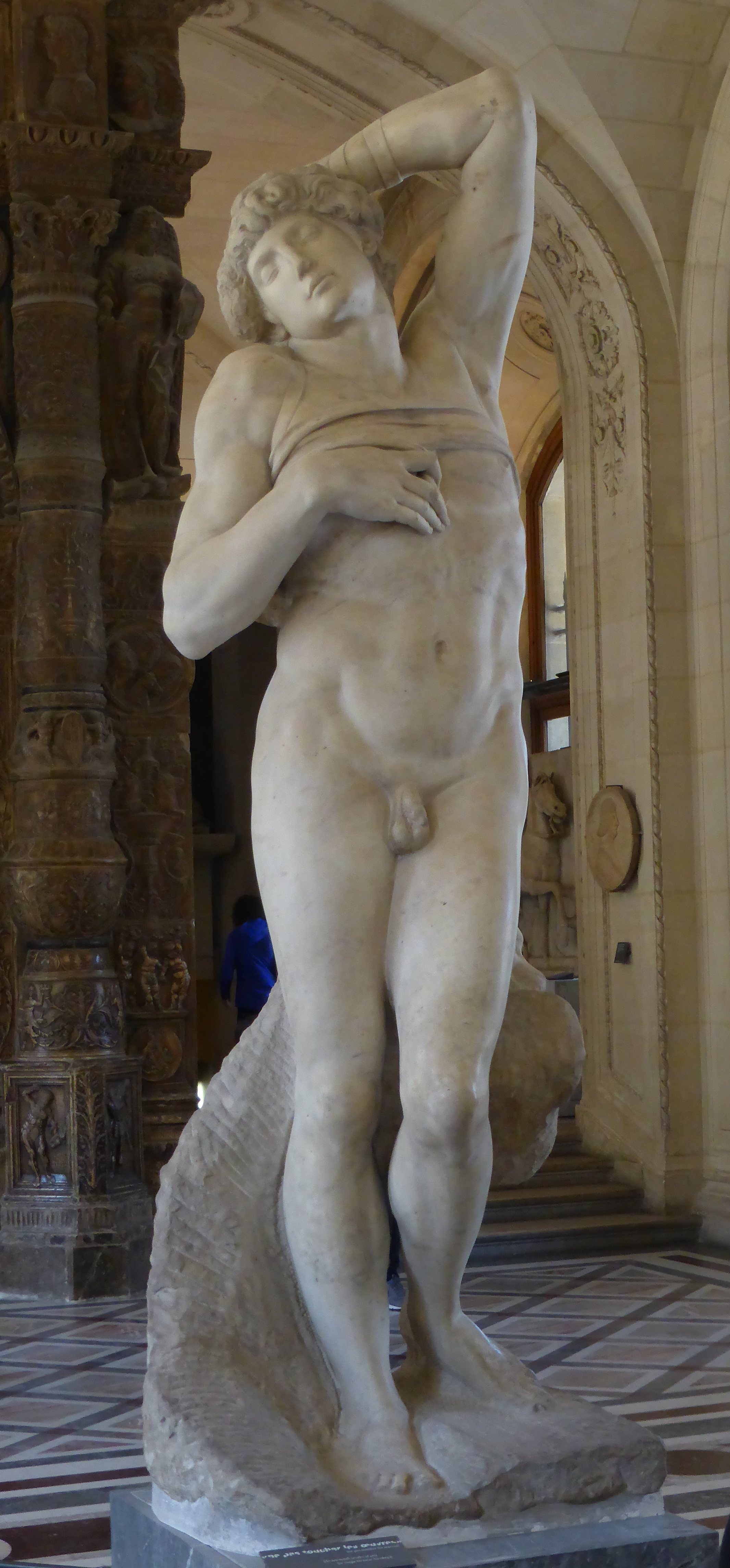
Michał Anioł Buonarroti, Umierający niewolnik

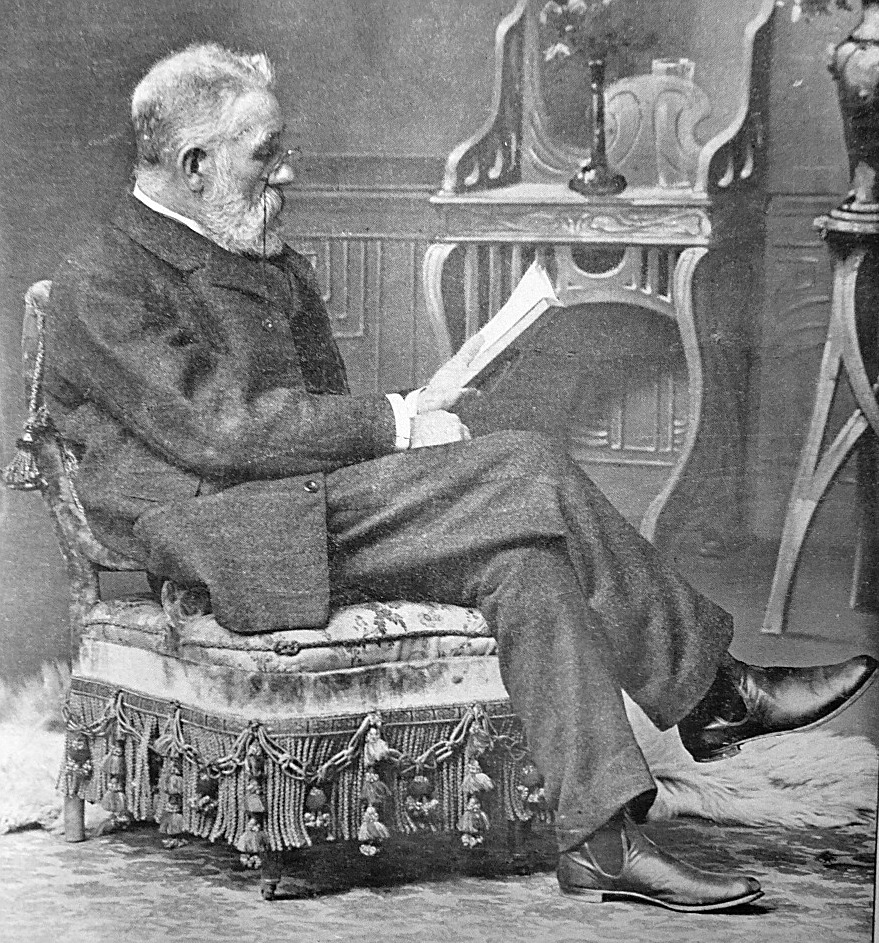
Svatopluk Čech

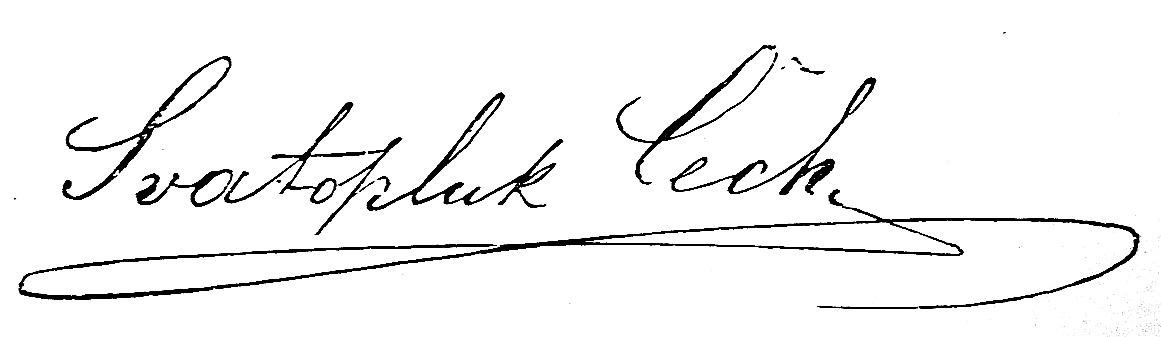
Podpis Svatopluka Čecha

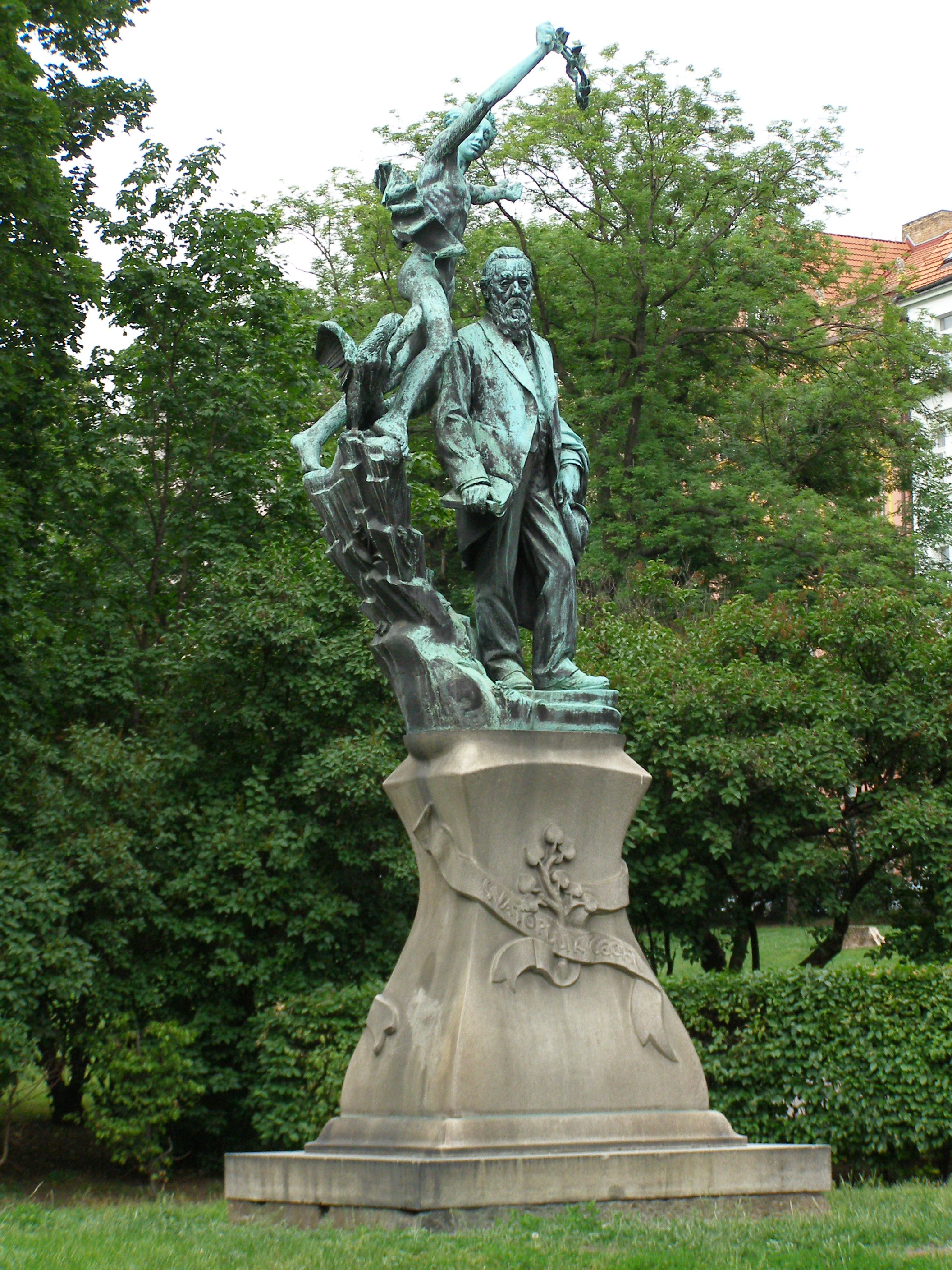
Pomnik Svatopluka Čecha na Vinohradach

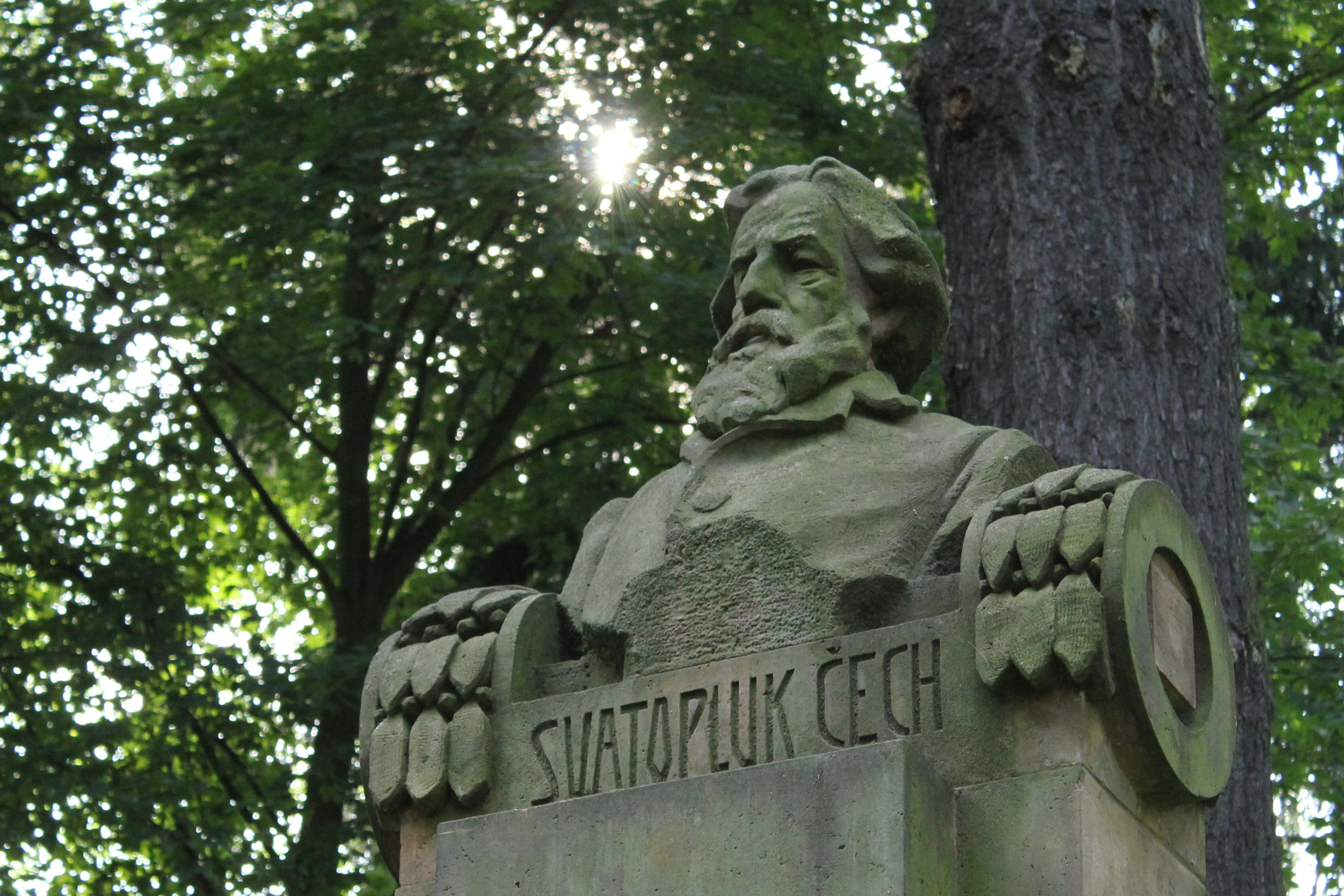
Pomnik Svatopluka Čecha v Rovensku

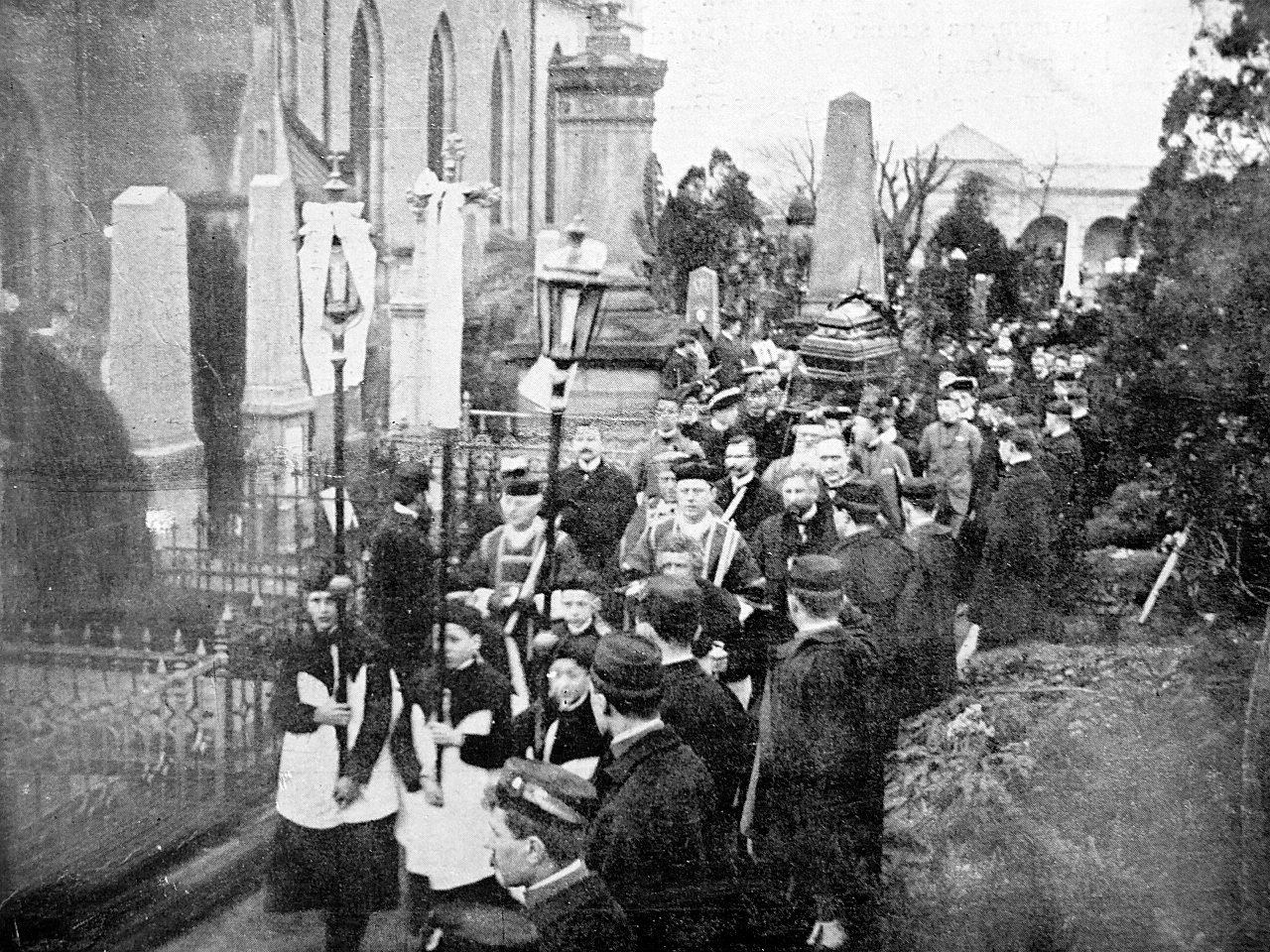
Pogrzeb Svatopluka Čecha

Pieśni niewolnika (cz. Písně otroka) – tomik wierszy czeskiego poety Svatopluka Čecha, opublikowany w 1895.

## Treść
Pieśni niewolnika mają charakter alegoryczny. Ukazują one w zawoalowany sposób los czeskiego narodu, pozostającego od niemal trzystu lat pod władzą austriacką. Pisanie wprost o niepodległościowych dążeniach Czechów nie było wtedy jeszcze możliwe. Cykl wyraża wewnętrzny bunt, a zarazem nadzieje na wyzwolenie. Poeta stosuje różne formy lirycznego i dramatycznego wyrazu. Wiersz pierwszy ma formę dialogu między młodą niewolnicą i młodym niewolnikiem. W części czwartej, jak w antycznej tragedii, stosuje chór (Sbor otroků).

## Forma
Składające się na cykl utwory są bardzo zróżnicowane pod względem formalnym, wersyfikacyjnym. Metryka wierszy jest oparta na akcencie, choć poeta pisał także wiersze iloczasowe. Poeta posługuje się różnymi schematami metrycznymi (trochej, jamb) i stosuje różnorakie strofy. Prosta strofa czterowersowa z rymem stycznym występuje w części dziewiątej. Wersy są trzynastozgłoskowe, trocheiczne siedmiostopowe katalektyczne (SsSsSsSsSsSsS).

Pánu našemu zlý soused slovem zhyzdil čest,
a pán hněvem zjitřen chystá na zbujníka trest;
ze svých rabů vybral juny statných, jarých těl,
zavěsil jim na bok meče, na plec touly střel.

W utworze drugim poeta zastosował strofę siedmiowersową rymowaną ababccb, układaną trocheicznym czterostopowcem (ośmiozgłoskowcem).

Nuže, prolom hrázi retů,
bouře, jíž se prsa dmou,
myšlénky jak blesky v letu
křižující duše tmou,
ohni studu, vichře zloby,
z líných snů a těžké mdloby
vyburcujte strunu mou!

W utworze trzecim Čech spożytkował strofę ośmiowersową, rymowaną aabcddbc, układaną trocheicznym trójstopowcem (sześciozgłoskowcem).

Otrokem jsem zplozen,
otrokyní zrozen,
kolébavkou býval
děcku pouta chřest,
po můj život celý
okov zrezavělý
z jitra k noci zníval
pustinou mých cest.

W szóstej części cyklu poeta wykorzystał strofę również ośmiowersową, ale rymowaną ababcdcd, zbudowaną z wersów jambicznych pięciostopowych, na przemian hiperkatalektyczne (jedenastozgłoskowe) i akatalektyczne (dziesięciozgłoskowe).

V pleť barvy jiné šleh se pádněj’ vrývá
a více bolí, cizí rukou dán;
jen bázlivě nám slovo ze rtů splývá,
neb zvuk ten cizí nenávidí pán.
Vše odporno mu, co nám všeho dražší,
zač on se nítí, protivno je nám,
on z nás by vyrvat chtěl hlas krve naší
a předků znak a zvěst a jazyk sám:—

Natomiast w części XI pojawia się decyma rymowana abbacdeedc.

Vizte, na mozol mé dlaně
náhodou si motýl sedá,
křídla skvoucí kloní, zvedá,
a já hledím zadumaně
na tu břitkou protivu:
na pleť drsnou, svrasklou, temnou,
plnou jizev práce krušné,
a ty lehké tvary vzdušné,
barev skvostných září jemnou
oko zvoucí k obdivu.

Jeszcze bardziej skomplikowana zwrotka występuje w części XII. Składa się ona z jedenastu linijek i rymuje się xaxabbccdda. Strofa dwunastowersowa buduje część XXII. Wreszcie ostatni utwór jest napisany w układzie stychicznym, z podziałem nie na strofy, ale akapity.

Stojím v šeru na skalině, o niž v pěnu, déšť a kouř
duníc, ječíc rozbíjí se nesmírného vodstva bouř.
Jako pták, jenž marně hledá k odpočinku výspy tes,
pohled můj se teskně hrouží v mlhy, vln a mraků směs,
která přede mnou se temně v nedohlednou dálku stře
a sta smrštěmi a víry jak var čarodějnic vře.

Część ta jest napisana trocheicznym ośmiostopowcem katalektycznym (męskim piętnastozgłoskowcem). Tej samej miary, obok wariantu żeńskiego, szesnastozgłoskowego, poeta użył również w części pierwszej.

## Przekład
Na język polski cykl Svatopluka Čecha przełożył Maciej Szukiewicz. Pieśni niewolnika w wersji polskiej zostały wydane w Krakowie w 1929. Czeski poeta jest znany w Polsce przede wszystkim jako autor właśnie Pieśni niewolnika i popularnych utworów prozatorskich. Śpiew XV z Pieśni niewolnika w tłumaczeniu Macieja Szukiewicza znalazł się w antologii Panteon wielkich twórców poezji i prozy.